# Palazzi dei Rolli

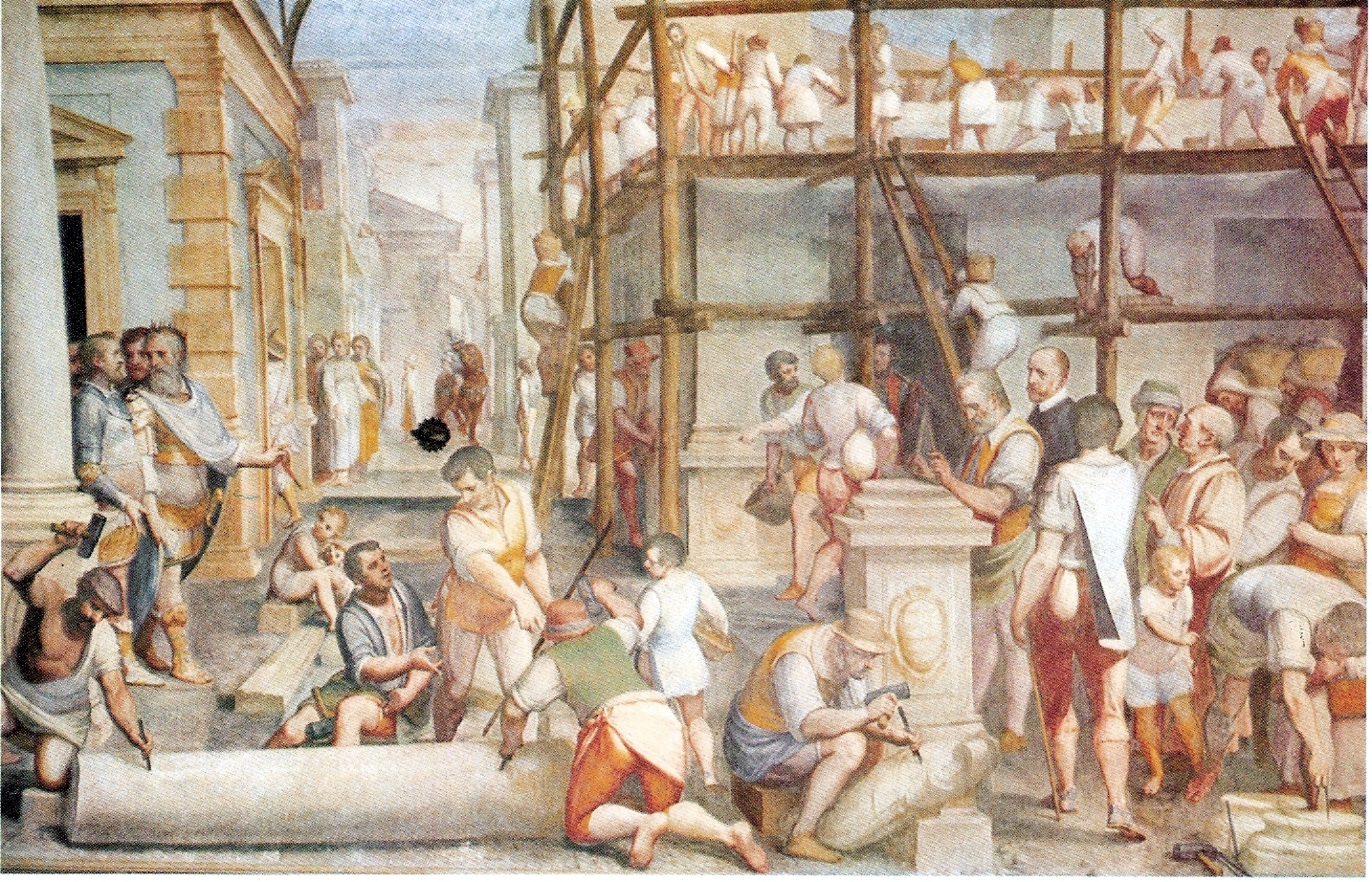
Baustelle in der Strade Nuove, Fresko aus dem 16. Jahrhundert im Palazzo Franco Lercari

Die Palazzi dei Rolli sind Adelspaläste in der Altstadt von Genua. Ein Teil von ihnen bildet zusammen mit der Strade Nuove ein Welterbe der UNESCO.

## Geschichte

### Bauwerke

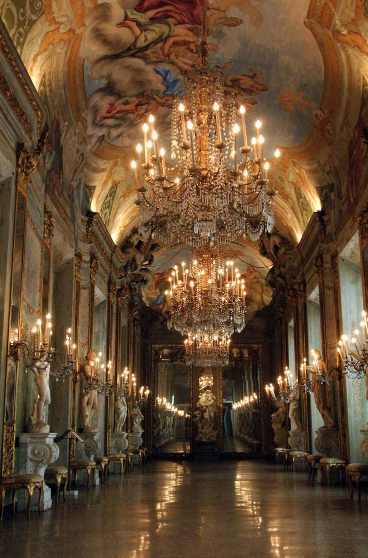
Galerie im Palazzo Stefano Balbi (heute: Palazzo Reale)

Die Renaissance- und Barockpaläste wurden vom 16. bis zum 18. Jahrhundert von den einflussreichsten Genueser Adelsfamilien im oberen Teil der Stadt, nördlich der engen mittelalterlichen Straßen mit ihren engen Gassen, als ein neues Viertel mit formal angelegten Straßen und Gebäuden errichtet. Die Planung wird dem Architekten Galeazzo Alessi zugeschrieben, der auch einige der Paläste entworfen hat. Sie dienten sowohl zum Wohnen als auch für repräsentative Zwecke. Obwohl die Paläste unterschiedliche architektonische Lösungen aufweisen, haben sie gemeinsame Merkmale: Sie sind drei oder vier Stockwerke hoch, haben jeweils eine Eingangshalle, eine spektakuläre Treppenanlage, Höfen und Loggien und Blick auf die Gärten. Zur Innenausstattung gehörten Stuck und Fresken. Die Paläste sind ein wichtiger Meilenstein in der Entwicklung vom Manierismus zur Barockarchitektur in Europa. Ab Mitte des 16. Jahrhunderts tätigte die Aristokratie von Genua enorme Investitionen in diese prächtigen Stadtpaläste mit anspruchsvoller und beeindruckender Architektur und Dekoration. Schon Zeitgenossen fanden das Architekturensemble außerordentlich und vorbildlich. Der Maler Peter Paul Rubens veröffentlichte 1622 ein Buch mit einer Auswahl von Grund- und Aufrissen der Palazzi.

### Hospitaggio
Zu Beginn des 16. Jahrhunderts verschob sich mit der „Entdeckung Amerikas“ die politische und wirtschaftliche Ordnung Europas. Für die politische Elite Genuas wurde es wichtig, Delegationen und prominente Persönlichkeiten aus Politik und Wirtschaft zu empfangen, um Genuas politische und wirtschaftliche Stellung zu halten. Die Stadt verfügte damals nicht über eine repräsentative Residenz, um hochrangigen Besuch unterzubringen. Der Palazzo San Giorgio und der Palazzo Ducale, die damals als öffentliche Gebäude dienten, waren dafür ungeeignet. Die Stadt brachte deshalb hochrangige auswärtige Besucher „privat“ in Palästen unter, ein System, das sich „hospitaggio“ nannte. Solche Staatsbesuche waren für die gastgebenden Adeligen mit Pflichten und Ehrungen verbunden. Dieses System wurde durch den Senat der Republik Genua rechtlich fixiert, der Listen öffentlicher Wohnungen der Republik (kurz: „ruoli“) aufstellte, in denen die für eine Aufnahme von Gästen geeigneten Palazzi verzeichnet waren. Die Gebäude erhielten dadurch die Bezeichnung Palazzi dei Rolli. Die Listen wurden nacheinenader fünfmal erstellt, das erste Mal 1576 mit 52 Palästen, dann 1588, 1599, 1614, and 1664. Beim letzten Mal umfasste die Liste 95 Paläste. Die Originale bewahrt heute das Staatsarchiv Genua.
Ein striktes Diplomatisches Protokoll regelte die Unterbringung bedeutender Persönlichkeiten und ihres Gefolges in den Palästen, Regeln die sich auch weiterentwickelten und so die Anpassung der Gebäudeliste erforderten. Die Paläste wurden in Kategorien (sogenannte „bussoli“) eingestuft und hierarchisch arrangiert. Der Rang eines Palazzo richtete sich nach dem sozialen Status und dem finanziellen Vermögen des Gastgebers sowie der Ausstattung des Palastes. Im Laufe der Zeit konnten die Paläste in der Hierarchie die Stellung wechseln, wenn sich die Voraussetzungen änderten.
Abhängig vom Rang des Gastes wurde eine Kategorie ausgewählt, um ihn zu beherbergen: Je höher der Rang, desto prächtiger musste der Palast sein und desto reicher war die Familie, die die Ehre und die Last hatte, ihn willkommen zu heißen. Wurde in Genua eine Delegation erwartet, wählte der Doge in der protokollarisch zutreffenden Kategorie („bussoli“) nach einem Zufallsprinzip einen Palast für den Empfang der Gäste aus und gewährte der gastgebenden Familie einen Zuschuss seitens des Staates. Je nach dem Rang der Gäste, die in einem Palazzo dei Rolli untergebracht waren, wurde ihnen eine unterschiedliche Behandlung zuteil:

1. Bei Besuchen des Papstes und Besuchen weltlicher Herrscher oder von deren Thronfolgern, bezahlte die Republik Genua in vollem Umfang die Kosten für den gesamten Aufenthalt. 

2. Bei Besuchen päpstlicher Gesandter und apostolischer Nuntien stellte der Staat alles Notwendige zur Verfügung, aber keine Mittel für darüberhinausgehende Ausgaben.
3. Anderen Gästen wurde zwar der Palazzo zur Verfügung gestellt, jedoch keine weiteren öffentlichen Mittel.
Hochrangige Gäste, die in solch einem Palazzo dei Rolli wohnten, waren zum Beispiel 1656 Juan José de Austria, außerehelicher Sohn von König Philipp IV. von Spanien, 1663 der Rinaldo Kardinal d’Este und Franz II., Großherzog der Toskana, der spätere Kaiser Franz I.

## Gegenwart
2006 wurden 42 Paläste und die Strada Nuove in das Welterbe der UNESCO aufgenommen. Die Strada Nuove ist eine historische Bezeichnung, einzelne Abschnitte der Straße tragen heute eigenständige Straßennamen. Die Paläste stehen in der Via Garibaldi, der Via San Luca / Piazza De Marini, der Salita Santa Caterina / Piazza Fontane Marose, der Via Balbi, der Via Lomellini / Piazza Fossatello, der Largo Zecca / Piazza della Nunziata und der Via Cairoli.
Übersicht: Liste der Palazzi des Welterbes Le Strade Nuove und die Palazzi dei Rolli in Genua
Das Welterbe umfasst eine Fläche von 15,77 ha, seine Pufferzone 98,73 ha. Der für ein Welterbe erforderliche „herausragende universelle Wert“ des Ensembles ist, dass es das erste Beispiel in Europa für ein Stadtentwicklungsprojekt darstellt, das durch die öffentliche Hand in einheitlichem Rahmen gestaltet wurde und mit dem System der „öffentlichen Unterbringung“ von Staatsgästen in privaten Anwesen verbunden war. Die Palazzi dei Rolli bieten eine außergewöhnliche Vielfalt an unterschiedlichen architektonischen Lösungen, die durch die Größe und Lage des jeweiligen Grundstücks und durch den jeweiligen sozialen Status des Bauherren und dessen wirtschaftliches Vermögen geprägt waren. Die Paläste sind neben ihrem hohen architektonischen Wert ein Zeugnis für Wirtschaft und Politik der Handelsstadt Genua auf dem Höhepunkt ihrer Macht im 16. und 17. Jahrhundert. Die hier manifestierte städtebauliche Entwicklung verdeutlicht den neuen und innovativen Geist, der in dieser Zeit Genua prägte. Die Rolli-Paläste stehen zum Teil noch heute in Privateigentum, einige wurden zum Sitz von Banken oder werden als Büroraum genutzt, einige als Museen.